# All-Ireland Senior Football Championship 1904
L'All-Ireland Senior Football Championship 1904 fu l'edizione numero 18 del principale torneo di calcio gaelico irlandese. Kerry batté in finale Dublino ottenendo il secondo trionfo della sua storia.

## All-Ireland Series
Cavan e Mayo accedettero alla serie All-Ireland non come campioni provinciali ma in quanto uniche iscritte delle proprie province. Le finali si tennero due anni dopo l'inizio delle fasi provinciali del torneo.

### Semifinali
| Dublino 6 maggio 1906 | Kerry | 4-10 – 0-01 | Cavan | Jones' Road |

| Dublino 13 maggio 1906 | Dublino | 0-08 – 1-04 | Mayo | Jones' Road |

### Finale
| Cork 1º luglio 1906 | Kerry | 0-05 – 0-02 | Dublino | 10000 |